# منعم (إله)
في أساطير الشرق الأدنى، منعم هو الإله السوري لنجم المساء (هسبيروس)، نظير عزيز، نجم الصباح. كلا الإلهين كانا رفقاء هيليوس، الشمس. 